# حمام شاهان گرماب
حمام شاهان گرماب مربوط به دوره صفوی است و در شهرستان فریمان، بخش قلندر آباد، روستای شاهان گرماب واقع شده و این اثر در تاریخ ۱۷ مرداد ۱۳۸۳ با شمارهٔ ثبت ۱۱۰۳۲ به‌عنوان یکی از آثار ملی ایران به ثبت رسیده است.